# Liliana Zagacka
Liliana Zagacka (ur. 28 stycznia 1977 w Górze Śląskiej) – polska lekkoatletka. 

## Życiorys
Zawodniczka Krokusa Leszno (trener Krzysztof Ptak). Olimpijka z Aten. Była rekordzistka Polski w trójskoku na stadionie (2001 - 14.22) i w hali (2003 - 14.01). Jej wyniki poprawiły: na stadionie o 2 cm w 2007 Małgorzata Trybańska, a w hali o 4 cm w 2009 - Joanna Skibińska. 6-krotna mistrzyni Polski w trójskoku (2000-2004, 2008) i 4-krotna mistrzyni kraju w skoku w dal (2001-2004). 9-krotna halowa mistrzyni Polski (w dal, trójskok). Rekord życiowy w skoku w dal - 6.63 (2002).